# Eusébio Scheid
Eusébio Oscar Scheid S.C.I, geboren als Oscar Francisco (Luzerna, 8 december 1932 – São José dos Campos, 13 januari 2021) was een Braziliaans geestelijke en kardinaal van de Rooms-Katholieke Kerk.
Scheid trad op jeugdige leeftijd in bij de orde van de paters Dehonianen, waar hij ook zijn theologische opleiding kreeg. Hij promoveerde in de theologie aan de Pauselijke Gregoriaanse Universiteit in Rome. Aldaar werd hij op 3 juli 1960 priester gewijd. Vervolgens doceerde hij aan verschillende Braziliaanse instellingen voor hoger onderwijs.
Scheid werd op 11 februari 1981 benoemd tot bisschop van São José dos Campos; zijn bisschopswijding vond plaats op 1 mei 1981. Zijn wapenspreuk was Deus Bonus (God is Goed). Op 23 januari 1991 volgde zijn benoeming als metropolitaan aartsbisschop van Florianópolis. Op 25 juli 2001 werd hij benoemd tot aartsbisschop van São Sebastião do Rio de Janeiro. Hij werd op 3 oktober 2001 tevens benoemd tot bisschop van de Braziliaans Oosterse kerk.
Scheid werd tijdens het consistorie van 21 oktober 2003 kardinaal gecreëerd. Hij kreeg de rang van kardinaal-priester. Zijn titelkerk werd de Santi Bonifacio e Alessio. Hij nam deel aan het conclaaf van 2005 dat leidde tot de verkiezing van paus Benedictus XVI. Voorafgaand aan dat conclaaf uitte hij kritiek op de Braziliaanse president Lula, vooral vanwege diens positieve houding ten opzichte van homoseksuelen.
Scheid was lid van de Raad van Kardinalen ter Bestudering van de Organisatorische en Economische Problemen van de Heilige Stoel.
In 2009 ging Scheid met emeritaat. Hij overleed in januari 2021 op 88-jarige leeftijd.  
- Virtual International Authority File: 145150323642909970484